# Torchiarolo
Torchiarolo är en ort och kommun i provinsen Brindisi i regionen Apulien i Italien. Kommunen hade 5 419 invånare (2017).